# Käthe Reine
Käthe Reine (* 20. Dezember 1894 in Halver; † 24. Februar 1976 in Rostock) war eine deutsche Malerin, Illustratorin und Textilkünstlerin.

## Leben
Käthe Reine wurde 1894 geboren im westfälischen Halver als Tochter des Bierbrauers und Unternehmers Johannes Reine und seiner Frau Sophie, geb. Köther. Schon ein Jahr später ging die Familie nach Rostock, wo der Vater eine Mineralwasserfabrikation gründete. Ab 1912 wohnte die Familie in einer Villa in Gehlsdorf, einer Gemeinde am Ostufer der Warnow am Stadtrand von Rostock (1934 eingemeindet). Käthe Reine besuchte in Rostock eine private Töchterschule, wobei ihr zeichnerisches Talent bereits in frühen Jahren gefördert wurde durch Zeichenunterricht bei der Rostocker Malerin Fanny Bernhard. Von 1914 bis 1917 studierte sie an der Kunstgewerbeschule Düsseldorf.
Nach dem Studium kehrte Reine 1917 nach Rostock zurück. Ihr malerisches Schaffen bestand in den nächsten Jahren bevorzugt aus mecklenburger Landschaftsmotiven und Ansichten der Hansestadt Rostock, später erweitert um Blütenbilder und Stillleben. Bereits ab dieser Zeit fertigte sie nebenher Scherenschnitte, die veröffentlicht wurden in Familienzeitschriften, aber auch in Lokalzeitungen wie dem Rostocker Anzeiger, dem Rostocker Tageblatt und in den Mecklenburgischen Monatsheften. Sie war 1922 neben Paul Wallat und Georg Kaulbach Mitbegründerin des Mecklenburgischen Künstlerbundes.
Von 1922 bis 1925 arbeitete Käthe Reine für das Modehaus Gustav Zeeck in Rostock, sie fertigte Entwürfe und war beteiligt an der Herstellung von dekorativen Stickereien auf Textilien. 1925/26 war sie mit ihren Scherenschnitten Illustratorin einer Ausgabe von „Grimms Märchen“ und „Andersens Märchen“. Von 1927 bis 1929 war sie in Kochel am See (Oberbayern) als Zeichen- und Handfertigkeitslehrerin am Landeserziehungsheim tätig. Um während des Zweiten Weltkrieges ihren Lebensunterhalt zu bestreiten, gründete sie einen Postkartenverlag, in dem sie die Scherenschnitte als Vorlage für verschiedene Druckerzeugnisse wie Glückwunschkarten und ähnliches benutzte.
1945 wurde sie Mitglied der Sektion Bildende Kunst im Kulturbund.
Ihre Kunstauffassung, ihr eigenes Schaffen und die soziale Herkunft standen zunehmend im Widerspruch zur Kunstauffassung der DDR-Führung, sie zog sich in ihren letzten Jahren zunehmend aus der Öffentlichkeit zurück. Käthe Reine starb 1976 in Rostock, ihre Grabstelle befindet sich dort auf dem Neuen Friedhof (Feld Ea 123).
Nach ihrem Tod wurde ihr Werk mit einer Gedächtnisausstellung in der Kunsthalle Rostock gewürdigt.

## Werke (Auswahl)
- Grimms Märchen. In Scherenbildern von Käthe Reine. Volksvereins-Verlag, Mönchengladbach 1925
- Hans Christian Andersen. Märchen. In Scherenbildern von Käthe Reine. Volksvereins-Verlag, Mönchengladbach 1926, Reprint: Steffen, Friedland 2005.
- Das neue Rostock von Dierkow aus, Aquarell 1955, Im Besitz der Universitätsbibliothek Rostock
- An der Ostsee bei Graal-Müritz, Aquarell 1956